# Homoloïdeus
Els homoloïdeus (Homoloidea) són una superfamília de crustacis decàpodes de l'infraordre dels braquiürs. L'estreta relació entre Homoloidea i Dromioidea està establerta de manera primària mitjançant les característiques de la ultraestructura de l'esperma.

## Taxonomia
La superfamília Homoloidea inclou 90 espècies en tres famílies:
- Família Homolidae De Haan, 1839
- Família Latreilliidae Stimpson, 1858
- Família Poupiniidae Guinot, 1991